# Crypto.com Arena
 (novembre 2021).
La Crypto.com Arena (anciennement Staples Center) est une salle omnisports située au 1111 South Figueroa Street, au sud-ouest de l'intersection entre Figueroa Street et la 11e rue dans Downtown Los Angeles, en Californie (États-Unis). Elle est directement adjacente au palais des congrès et accessible depuis l'autoroute Interstate 10 (Santa Monica Freeway) et la Harbor Freeway (I-110). Elle est le plus grand amphithéâtre de la Californie.
Auparavant appelée Staples Center, la salle est rebaptisée Crypto.com Arena le 25 décembre 2021, après que la société de cryptomonnaie Crypto.com a acheté les droits pour les 20 années à venir, remplaçant ainsi l'entreprise Staples. 
Depuis 1999, ses locataires sont les Lakers de Los Angeles une franchises de basket-ball évoluant en NBA, ainsi que les Kings de Los Angeles de la Ligue nationale de hockey. Le Staples Center abrite également les Sparks de Los Angeles de la WNBA et les D-Fenders de Los Angeles de la NBA D-League. De 2000 à 2009, ce fut le domicile des Los Angeles Avengers de l'Arena Football League. C'est la seule arène à loger cinq franchises professionnelles. Malgré cela, l'offre de spectacle sportif ne constitue que la moitié des 250 dates annuelles de la salle. 
Les Clippers de Los Angeles évoluant également en NBA furent locataires de la salle de 1999 jusqu'en 2023. Les Clippers jouaient désormais dans leur propre salle, l'Intuit Dome inauguré pour la saison 2024.
Sa capacité est de 18 997 places pour les matchs de basket-ball des Lakers, 19 060 pour ceux des Clippers, 18 118 pour le hockey sur glace, 16 096 pour le football américain en salle, 12 947 pour les matchs de basket-ball WNBA, et 20 000 pour les concerts et la boxe. L'enceinte offre toutes les commodités pour faire un maximum de bénéfices avec 2 500 sièges de club, 32 party suites et 160 suites de luxe dont 20 event suites.

## Histoire
Le Staples Center fut inauguré le 17 octobre 1999 après 18 mois de travaux afin de remplacer le vétuste Great Western Forum (17 505 places) et le Los Angeles Memorial Sports Arena (16 161 places) en tant qu'arène principale de basket-ball et de hockey sur glace dans la mégapole. Il a été financé principalement par des fonds privés et son coût de construction est évalué à 375 millions de dollars. Les droits d'appellation ont été achetés par la société Staples, Inc. (basée à Boston) pour $100 millions de dollars sur 20 années. L'édifice a été conçu par la firme de design NBBJ et son propriétaire est Anschutz Entertainment Group (AEG). Le groupe AEG, est le plus grand propriétaire de clubs professionnels et d’évènements sportifs dans le monde, et possède des lieux de spectacle parmi les plus rentables. AEG est actionnaire des deux équipes NBA de Los Angeles, les historiques Lakers et les Clippers, a donc investi dans une nouvelle salle moderne multifonctionnelle pour remplacer l’ancienne enceinte des deux équipes, le Great Western Forum, qui manquait de loges et d’espaces commerciaux. AEG est par ailleurs producteurs d'artistes reconnus internationalement, qui se produisent au Staples Center.
Le Staples Center a été élu New Major Concert Venue (nouvelle salle de concerts) en 2000 et Arena of the Year (arène de l'année) en 2000 et 2001 par le magazine Pollstar.
La salle organise plus de 250 évènements par an et environ 4 millions de visiteurs traversent ses portes chaque année. Depuis sa date d'ouverture, elle a accueilli la Convention nationale démocratique (Democratic National Convention) de 2000, le United States Figure Skating Championships de 2002, le 52e Match des étoiles de la Ligue nationale de hockey de 2002, le NBA All-Star Game 2004 du 15 février 2004 (avec 19 662 spectateurs), le Masters de tennis féminin de 2002 à 2005, le Latin Grammy Award en 2000, l'annuel Grammy Award depuis 2000, le tournoi de basket-ball masculin de la Pacific Ten Conference depuis 2002, le X Games depuis 2003, l'Ultimate Fighting Championship, le HBO Boxing, le WrestleMania 21 de 2005. La salle a accueilli de nombreux combats de catch de la WWE comme le WWE Unforgiven (2002), le WWE Judgment Day (2004) , le WWE No Way Out (2007) et le WWE Summerslam (2009, 2010 et 2011).
Le record d'affluence au Staples Center eu lieu le 24 janvier 2009 lors du combat de boxe entre Antonio Margarito et Shane Mosley avec 20 820 spectateurs. Le précédent record était de 20 193 spectateurs lors du WrestleMania 21 du 3 avril 2005.

### Liens externes

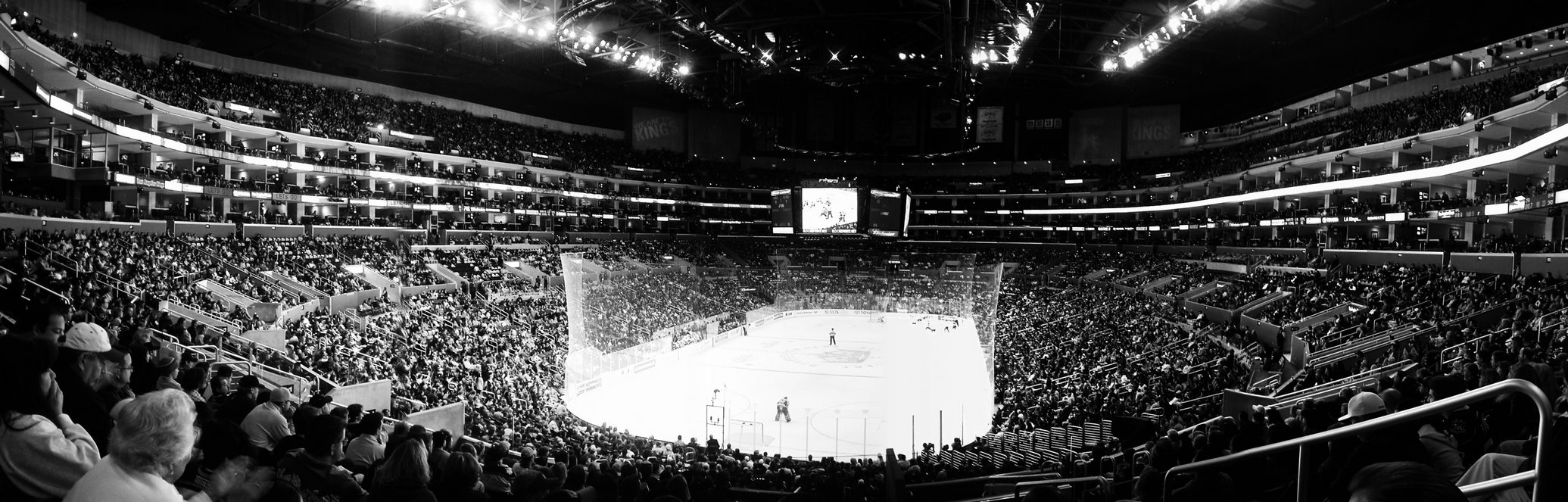

### Michael Jackson
Propriété de AEG, le Staples Center a été utilisé par la société pour les répétitions du chanteur Michael Jackson avant la série de 50 concerts dont AEG était producteur de la tournée et qui devaient avoir lieu au Royaume-Uni à partir de juillet 2009. Mort le 25 juin 2009 au surlendemain de ses dernières répétitions au Staples Center, la société AEG a décidé de rendre un hommage ultime au chanteur le 7 juillet 2009 en invitant 17 500 personnes gratuitement par une grande loterie nationale par internet et en assurant la diffusion mondiale de la cérémonie. Les dernières répétitions de l'artiste au Staples Center, filmées en qualité HD, ont été vendues à Sony pour la production du film Michael Jackson's This Is It.

### Avenir
Bien que la Crypto.com Arena soit une icône de Los Angeles, c'est seulement une petite partie de la nouvelle zone en développement de 371 500 mètres carrés possédée par Anschutz Entertainment Group (AEG). Cette zone s'appelle le Los Angeles Sports and Entertainment District, aussi connue sous le nom de L.A. Live ou Times Square West, les travaux y commencèrent le 15 septembre 2005. L.A. Live est conçu pour offrir des divertissements, des commerces et un programme résidentiel dans le centre-ville de Los Angeles.
Le Los Angeles Sports and Entertainment District sera un secteur avec de multiples espaces de divertissements, des centres commerciaux, des restaurants, des zones résidentielles, des studios de télévision et de radio, et des salles de concert. Le L.A. Live inclura un hôtel quatre étoiles de 1 100 chambres connu sous le nom de The Residences at The Ritz-Carlton, une place extérieure de 3 700 mètres carrés, le Regal Theatres, le Club Nokia, le Nokia Theatre Los Angeles, et la Nokia Plaza.
Le Nokia Theatre Los Angeles est une salle de concert et de théâtre ayant une capacité de 7 100 places et disposant d'une bonne acoustique. Il fut ouvert le 18 octobre 2007 et organisera les Latin Grammy Awards et le ESPY Awards. Le Club Nokia sera un club pour la musique en live et les évènements culturels. Le club peut également être employé pour accueillir des parties privées. La Nokia Plaza est une place en plein air de 3 700 mètres carrés qui servira comme lieu de rencontre central pour le Los Angeles Sports and Entertainment District. Elle sera l'un des principaux points d'ancrage du district, fournissant des écrans géants DEL aussi bien qu'un site somptueux pour des événements spéciaux. Les bâtiments de Nokia feront partie de la plateforme de vente de « Nokia Unwired ».
Le Staples Center apparaît également dans la série Hannah Montana en 2006[pertinence contestée].

## Données techniques
La Crypto.com Arena a une surface de 88 000 mètres carrés et une hauteur de 46 mètres. 2 500 tonnes d'acier et 56 000 mètres cubes de béton ont été nécessaires à sa construction.
Le tableau d'affichage central (JumboTron) de la salle dispose de 8 faces avec 4 écrans géants Mitsubishi DiamondVision (4 mètres sur 5 mètres) et 4 message boards (3 mètres sur 4). En plus, l'arène possède deux salles de commande vidéo et 34 positions fixes pour appareil photographique.
2 millions de dollars ont été dépensés pour l'éclairage avec un système acoustique Bose de 1,5 million. Environ 1 200 écrans de télévision sont placés dans tout le bâtiment.

## Évènements

### Musique
- Grammy Award, depuis 2000.
- Latin Grammy Award, 2000.
- Concerts de Madonna (Drowned World Tour), les 9, 13, 14 et 15 septembre 2001
- Funérailles de Michael Jackson, 7 juillet 2009.
- Concerts de Madonna (The MDNA Tour), les 10 et 11 octobre 2012
- Concert de Lady Gaga, The Born This Way Ball tour, 20 et 21 janvier 2013.
- Concert de Lady Gaga artRAVE : The ARTPOP Ball, 21 et 22 juillet 2014

### Sports

#### Boxe
- Championnat du monde de boxe anglaise poids welters WBC : Oscar de la Hoya vs. Shane Mosley, 17 juin 2000.
- Championnat du monde de boxe anglaise poids plumes WBC (Erik Morales vs. In-Jin Chi) et mi lourds unifié (Roy Jones Jr. vs. Julio Cesar Gonzalez), 28 juillet 2001.
- Championnat du monde de boxe anglaise poids lourds WBC : Lennox Lewis vs. Vitali Klitschko, 21 juin 2003.
- Championnats du monde de boxe anglaise IBF : poids pailles (Daniel Reyes vs. Edgar Cardenas) ; poids coqs (Rafael Márquez vs. Mauricio Pastrana) et poids super-plumes (Carlos Hernandez vs. Steve Forbes), 4 octobre 2003.
- Championnat du monde de boxe anglaise poids lourds WBC : Vitali Klitschko vs. Corrie Sanders, 24 avril 2004.
- Championnat du monde de boxe anglaise poids moyens unifié : Bernard Hopkins vs. Howard Eastman, 19 février 2005.
- Championnat du monde de boxe anglaise poids coqs IBF : Rafael Márquez vs. Ricardo Vargas, 28 mai 2005.
- Championnat du monde de boxe anglaise poids mi-mouches WBC : Brian Viloria vs. Eric Ortiz, 10 septembre 2005.
- Championnats du monde de boxe anglaise super-plumes WBC (Marco Antonio Barrera vs. Rocky Juarez) & WBO (Jorge Rodrigo Barrios vs. Janos Nagy), 20 mai 2006.
- Ultimate Fighting Championship 60: Hughes vs. Gracie, 27 mai 2006.
- Championnat du monde de boxe anglaise poids plumes IBF : Robert Guerrero vs. Eric Aiken, 2 septembre 2006.
- Championnat du monde de boxe anglaise poids welters IBF : Kermit Cintron vs. Jesse Feliciano, 23 novembre 2007.
- Championnat du monde de boxe anglaise poids welters WBA : Antonio Margarito vs. Shane Mosley, 24 janvier 2009.

#### Basketball
- Pacific Ten Conference Men's Basketball Tournament, depuis 2002.
- NBA All-Star Game 2004, 15 février 2004.
- Pacific Ten Conference Basketball Championships, 2004.
- NBA All-Star Game 2011, 20 février 2011.
- NBA All-Star Game 2018, 18 février 2018

#### Hockey sur glace
- NHL All-Star Game 1981, 10 février 1981.
- NHL All-Star Game 2002, 2 février 2002.
- NHL All-Star Game 2016, 29 janvier 2017.

#### Catch
- WWE Unforgiven, 22 septembre 2002.
- WWE Judgment Day, 16 mai 2004.
- WWE WrestleMania 21, 3 avril 2005.
- WWE No Way Out, 18 février 2007.
- WWE SummerSlam, 23 août 2009.
- WWE SmackDown, 19 mars 2010.
- WWE NXT, 16 mars 2010.
- WWE SummerSlam, 15 août 2010.
- WWE SummerSlam, 14 août 2011.
- WWE SummerSlam, 15 août 2012.
- WWE SummerSlam, 18 août 2013.
- WWE Raw du 10 février 2014.
- WWE No Mercy, le 24 septembre 2017.
- WWE SmackDown, le 4 octobre 2019.
- WWE SmackDown, le 31 Mars 2023.
- WWE Hall of Fame, le 31 Mars 2023.

#### eSport
- Finale du Championnat du Monde de la Saison 3 de League of Legends, le 4 octobre 2013[2].
- Finale du Championnat du Monde de la Saison 6 de League of Legends, le 29 octobre 2016[3].

#### Autres
- Masters de tennis féminin, de 2002 à 2005.
- Championnats des États-Unis de patinage artistique, 2002.
- 52e Match des étoiles de la Ligue nationale de hockey, 2 février 2002.
- Summer X Games, depuis 2003.
- Championnats du monde de patinage artistique 2009, du 23 au 29 mars 2009.

### Politique
- Convention nationale démocrate, 14-17 août 2000.

## Galerie

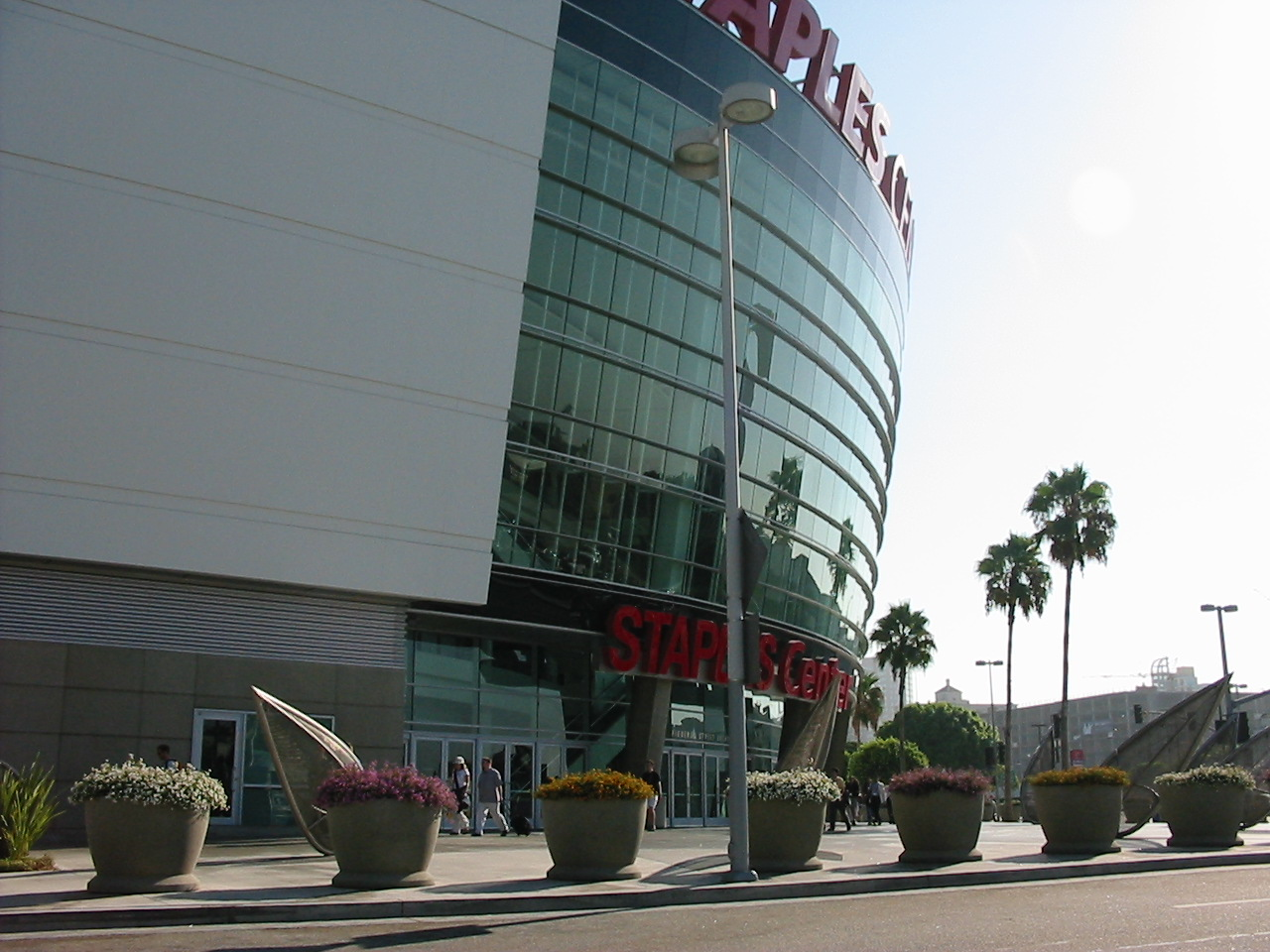
Façade.
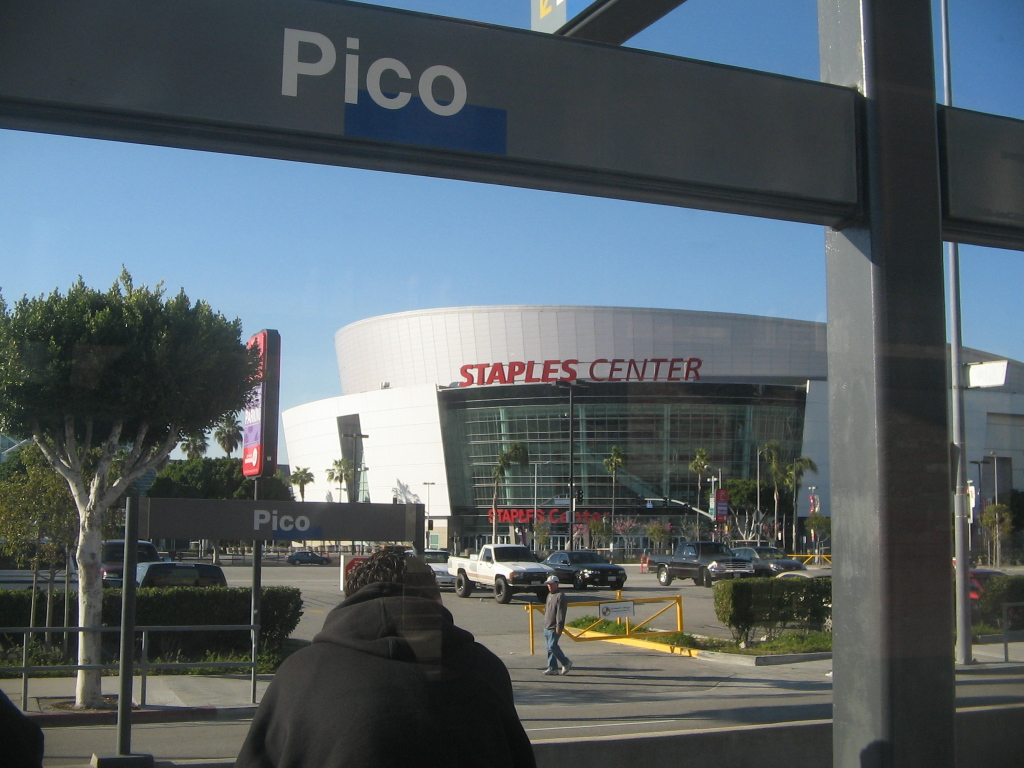
Depuis la station de Pico.
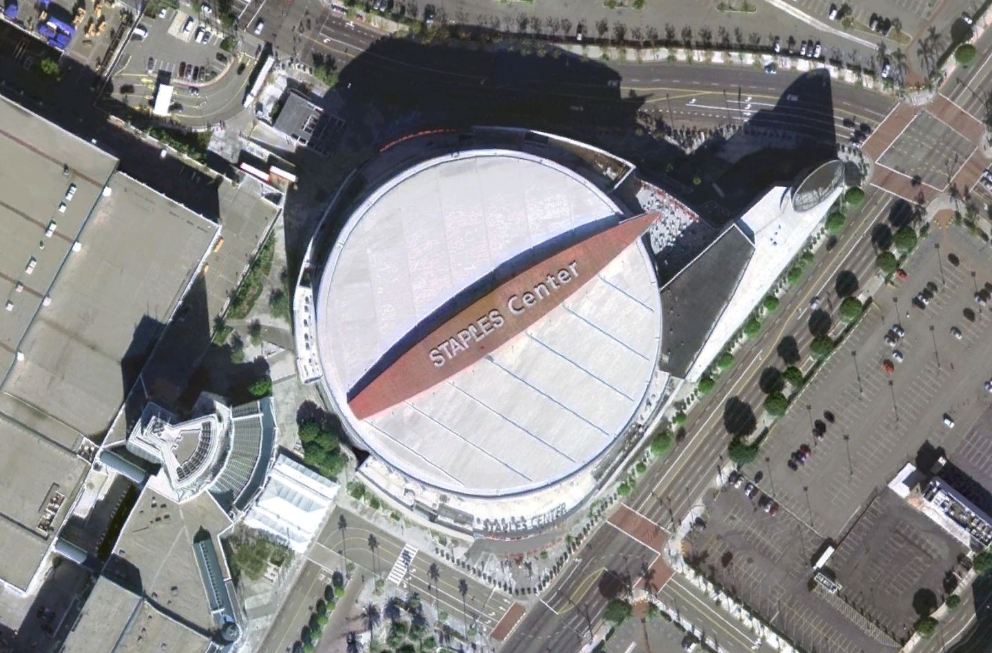
Image satellite.
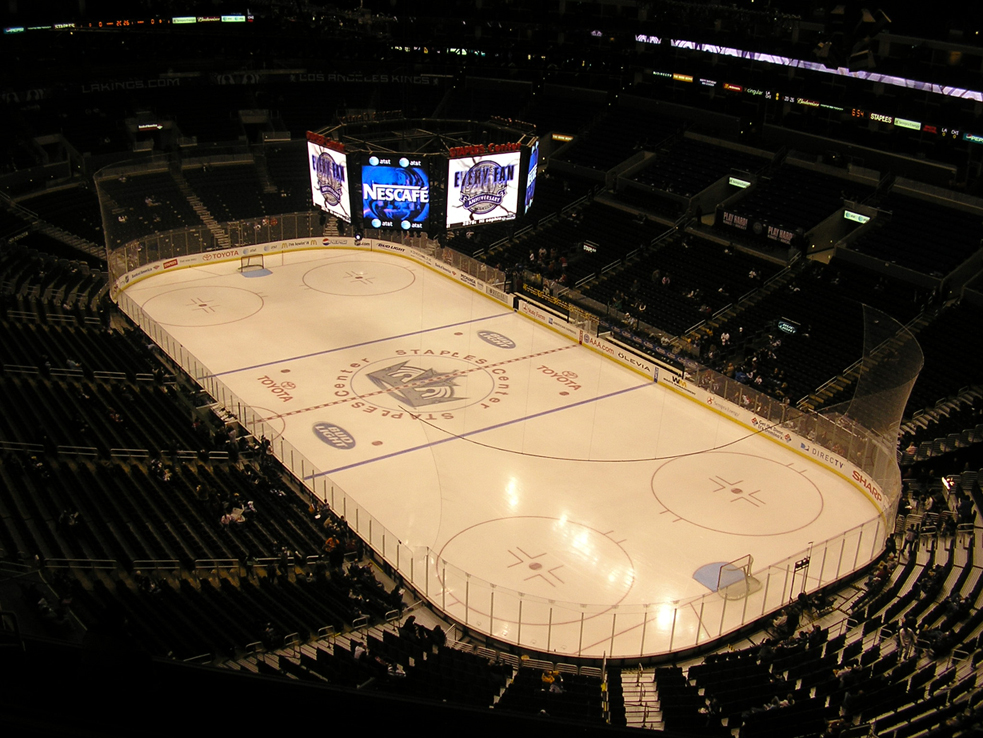
Patinoire des Kings (2007).
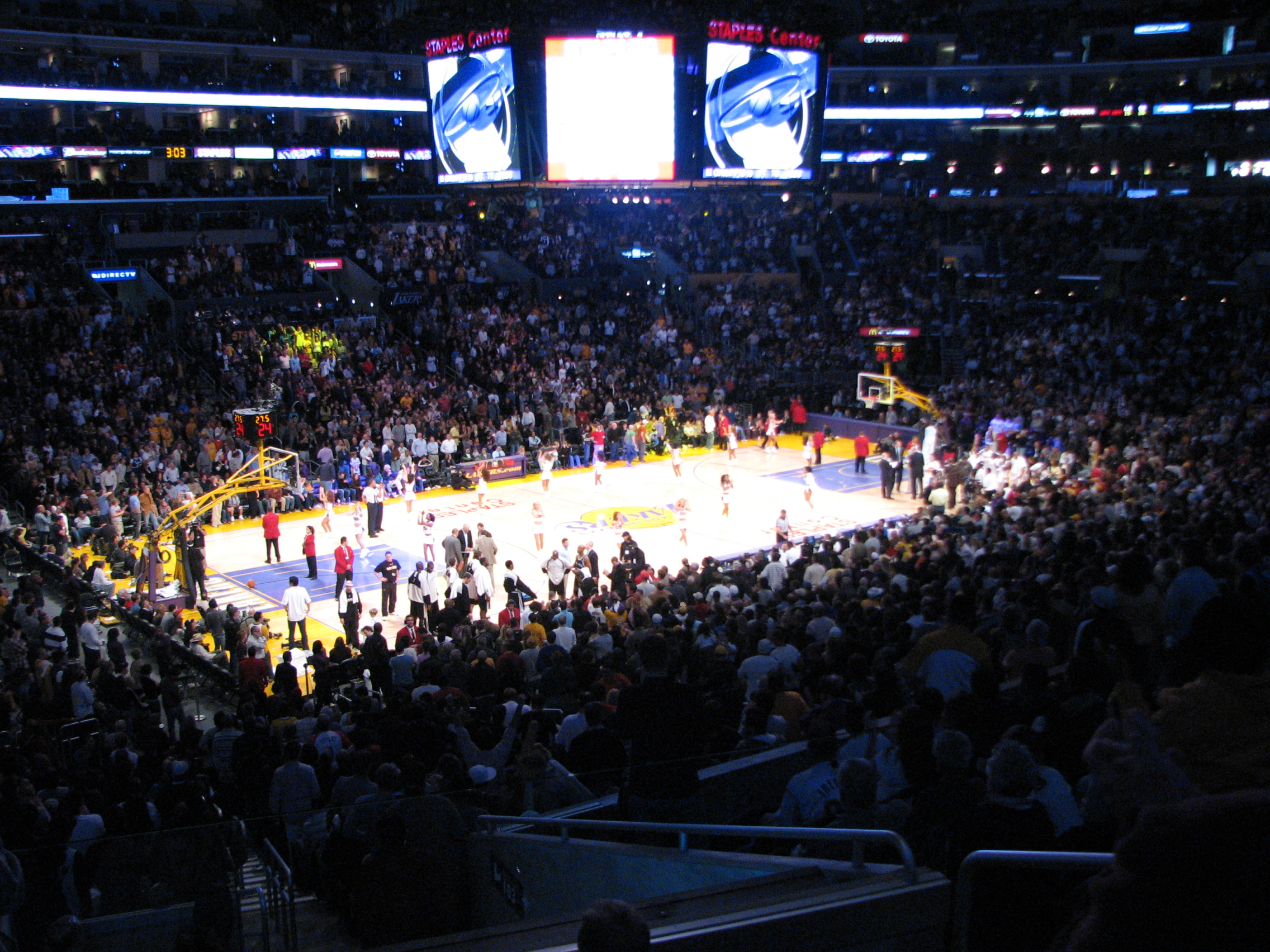
Lakers contre Suns.
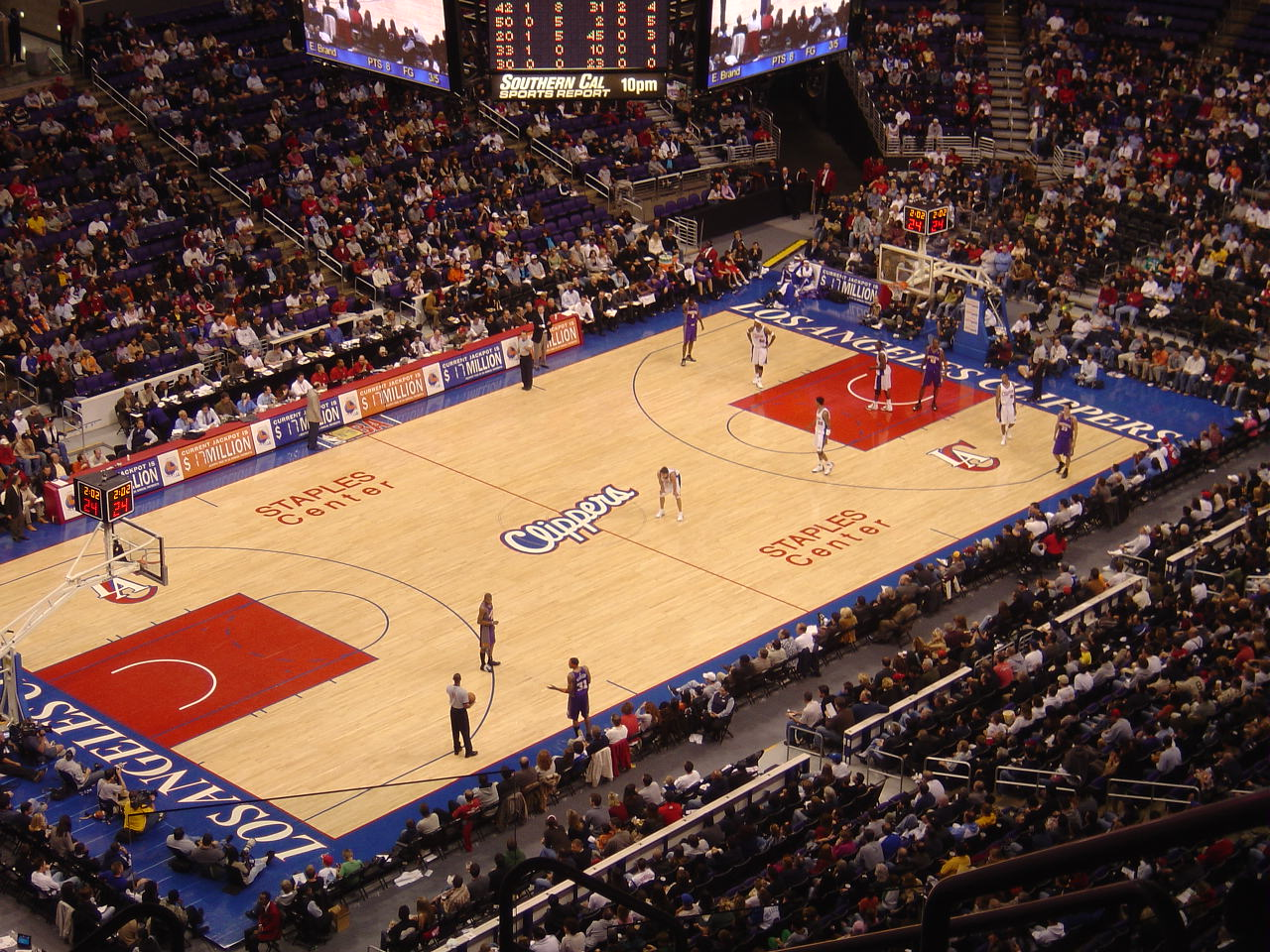
Clippers contre Suns.
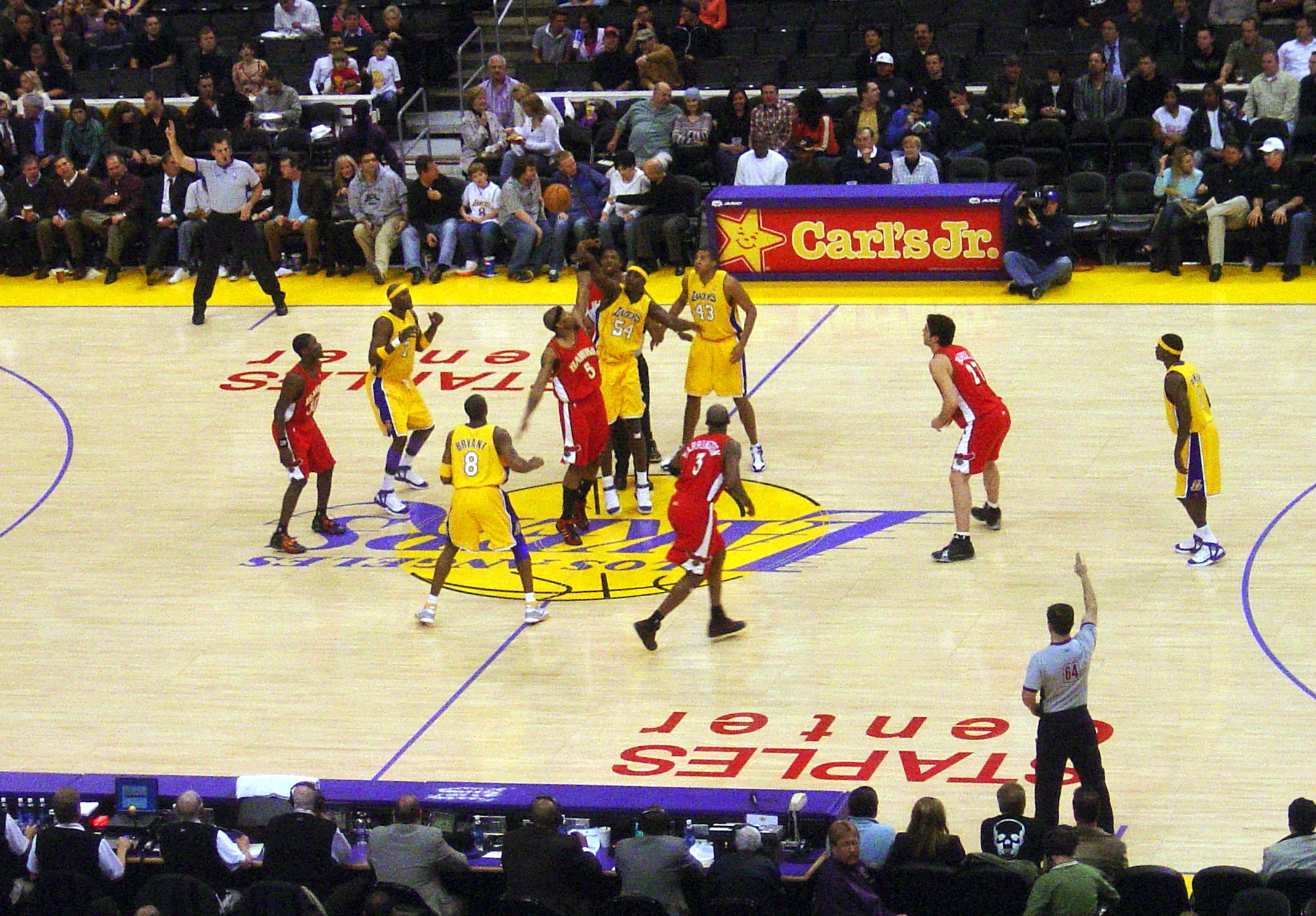
Lakers contre Hawks.
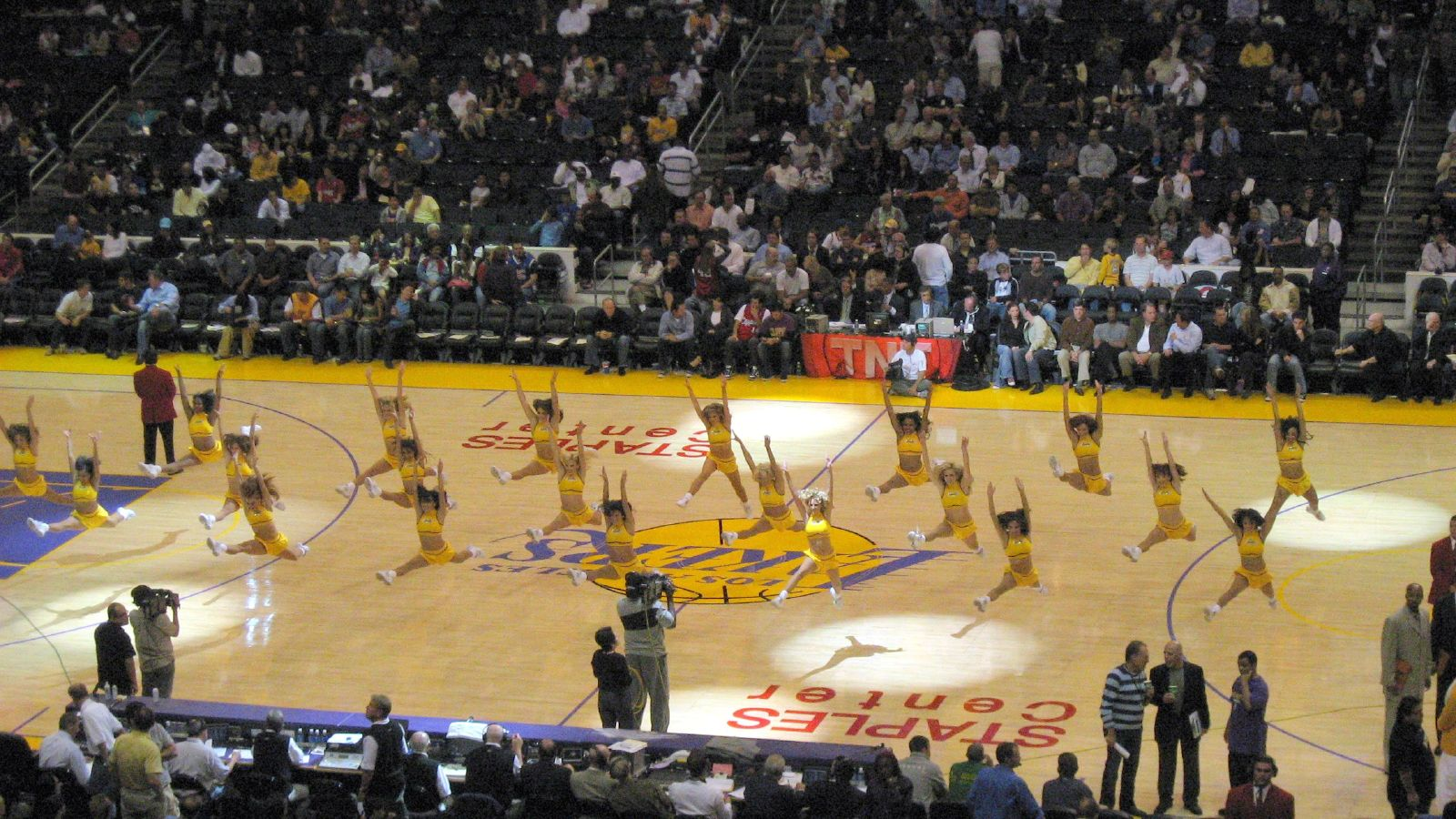
Cheerleaders des Lakers.
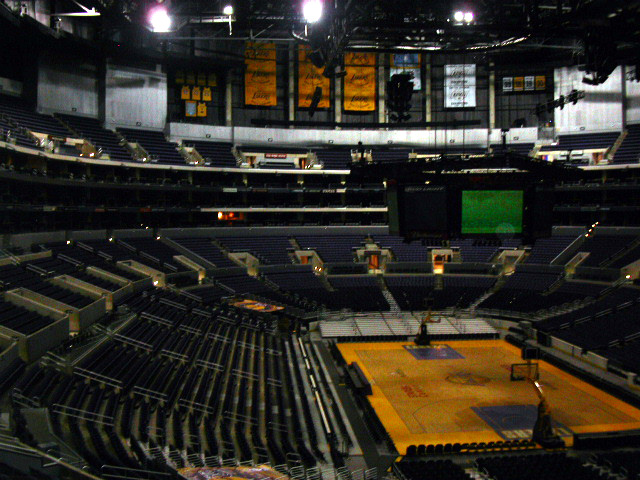
La salle.
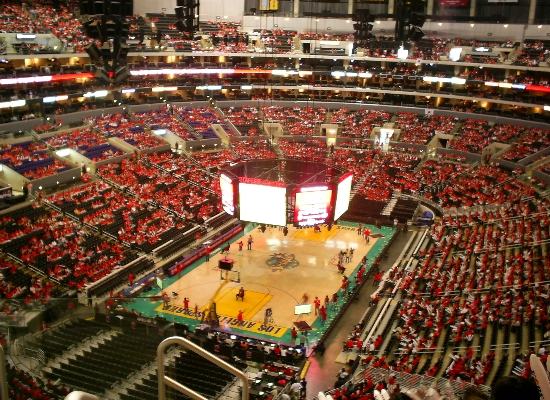
Match de basket-ball.